# Rockland County
Rockland County je okres (county) amerického státu New York založený v roce 1798. Správním střediskem je sídlo New City s 34 038 obyvateli v roce 2000.
Počet obyvatel: 294 965 (v roce 2006), 286 753 (v roce 2000)
Ženy: 50,8 % (v roce 2005)

## Sousední okresy
- sever/severovýchod – Orange
- severovýchod – Putnam
- východ – Westchester
- jih – Bergen (New Jersey)
- západ – Passaicc (New Jersey)